# Odontosoria retusa
Odontosoria retusa là một loài dương xỉ trong họ Lindsaeaceae. Loài này được J.Sm. mô tả khoa học đầu tiên năm 1857.